# Julöglasögonfågel
Julöglasögonfågel (Zosterops natalis) är en fågel i familjen glasögonfåglar inom ordningen tättingar.

## Utseende och läte
Julöglasögonfågeln är en liten (11–13 cm), sångarlik fågel olikt sina släktingar utan bjärt gult i fjäderdräkten. Ovansidan är mattgrön, ving-, arm- och stjärtpennor är grönkantat bruna. Undersidan är gråvit med ljusgul undergump. På huvudet syns vit ögonring runt ögat, svart tygel som sträcker sig delvis under ögonringen och svart näbb med ljusgrått längst in på nedre näbbhalvan. Adulta fåglar har bjärt kastanjebruna ögon, ungfåglar grå. Könen är lika. Lätena består av olika tjirpande och kvittrande ljud.

## Utbredning och status
Fågeln förekommer enbart på Christmas Island i Indiska oceanen. Även om utbredningsområdet är begränsat är den vanlig på ön och det tros inte föreligga några större hot mot arten. IUCN kategoriserar den som livskraftig.